# Rodolphe Kreutzer
Rodolphe Kreutzer (16 de novembre de 1766 - 6 de gener de 1831) va ser un violinista, professor, compositor i director d'orquestra francès. És cèlebre pels seus mètodes i estudis per a violí, i per la sonata que li va dedicar Beethoven.

## Biografia
Va néixer a Versalles. El seu pare, músic alemany, violinista de la Capella Real, li va ensenyar a tocar el violí, però el seu verdader mestre va ser Anton Stamitz. Als 13 anys ja va interpretar un concert compost per ell mateix, a continuació va viatjar a Itàlia i Alemanya on va realitzar una sèrie d'actuacions.
Als 16 anys va tornar a França i va succeir el seu pare com a primer violí de la Capella Real (1783-92). El 1792 també accedí al lloc de violí solista del Teatre Italià, on, aquell mateix any, representà la seva primera òpera Jeanne d'Arc à Orléans, seguida en 1791 de Paul et Virginia i Lodoïska. El 1795 fou nomenat professor de violí al Conservatori de París, lloc va ocupar fins al 1825 i on tingué entre d'altres alumnes a Antonio James Oury, Henri-Louis Blanchard, Jean Marie Becquié, Marie Dessire Beauliu, Pantaléon Battu i, on travà gran amistat amb el músic alsacià Charles-F Dumonchau. I fou protector del jove compositor maltès Nicolas Isouard. El 1801 succeí Pierre Rode com a primer violí solista de l'Òpera i a l'any següent entrà a la Capella del Primer Cònsol.
De 1815 a 1827, va ser mestre de capella de la Capella Real, alhora que exercia les funcions de director d'orquestra a l'Òpera, la qual va passar a dirigir de 1824 a 1826.
Kreutzer, al costat de Pierre Rode i Pierre Baillot, va ser un dels millors violinistes francesos del seu temps. Al costat d'aquests va fundar l'Escola francesa de violíi van posar a punt el Mètode de violí del Conservatori (Méthode de violon du Conservatoire). Entre els seus alumnes tingué el belga Alexandre-Joseph Artot i els francesos Joseph Lomagne, Pierre-Julien Nargeot, i Víctor Magnien, el belga Lambert Massart els alemanys Boherer, Georg Anton Walter i Louis Schloesser, i l'italià Pietro Rovelli. Va morir a Ginebra.
Va conèixer Beethoven el 1798 en una gira per Viena. Aquest li va dedicar el 1805 la seva Sonata per a violí i piano múm. 9, Op. 47, que va rebre el nom de Sonata Kreutzer. Sembla, però, que Kreutzer mai va interpretar-la, ja que no apreciava la música de Beethoven, fins al punt que anys més tard va dir a Berlioz que trobava la sonata «escandalosament incomprensible». L'esmentada sonata va inspirar una novel·la de Tolstoi.

## Obra
- 42 estudis o capricis per a violí sol
- Sonates per a violí i baix
- 15 trios per a 2 violins i violoncel
- 15 quartets per a corda
- 3 simfonies concertants
- 19 concerts per a violí
- Prop de 40 òperes